# Colette Moreux
Pour les articles homonymes, voir Moreux.
Colette Moreux (19 mai 1928 à Dole - 5 septembre 2003 à Bosdarros) est une sociologue franco-canadienne. Dans Fin d'une religion ?, elle décrit le fonctionnement religieux, alors à son apogée, d'une communauté canadienne-française et elle en montre la fragilité sous-jacente. Dans Douceville en Québec, elle analyse les effets de la Révolution tranquille dans une autre communauté québécoise. Elle développe sa conception weberienne des idéologies et du pouvoir dans La conviction idéologique, Weber et la question de l'idéologie et Être maire en Béarn (ouvrage posthume). Dans un autre ouvrage posthume, autobiographique, elle évoque le contexte social dans lequel, et contre lequel, est née sa vocation de sociologue.

## Principales publications
- Fin d'une religion ? : monographie d'une paroisse canadienne-française, Pr. de l'Un. de Montréal, Montréal, 1969, 485p.
- Spécificité culturelle du leadership en milieu canadien-français, Sociologie et sociétés, 3, no 2, 1971, p. 229–258.
- Idéologies religieuses et pouvoir : l’exemple du catholicisme québécois, Cahiers internationaux de sociologie, 64, 1978, p. 35–62.
- La conviction idéologique, Pr. de l'Un. du Québec, Montréal, 1978, 126p.
- Weber et la question de l'idéologie, Sociologie et sociétés, 14,2, 1982, p. 10–31.
- Douceville en Québec : la modernisation d'une tradition, Pr. de l'Un. de Montréal, Montréal, 1982, 456p.
- Grandir à Dole, Ed. de Franche-Comté, Vesoul, 2007.
- Être maire en Béarn: du seigneur à l'entrepreneur, 1944-1989, Toulouse, Pr. Universitaires du Mirail, 2008.